# Aspidium mucronulatum
Aspidium mucronulatum là một loài dương xỉ trong họ Tectariaceae. Loài này được Opiz, Steud. mô tả khoa học đầu tiên năm 1824.
Danh pháp khoa học của loài này chưa được làm sáng tỏ. 